# Ita Rina

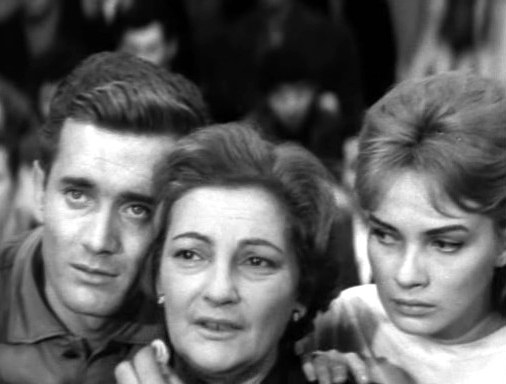
1960 Ita Rina 53 år. Filmscen ur Atomic War Bride.

Ita Rina, egentligen Italina Ida Kravanja, senare Tamara Đorđević, född 7 juli 1907 i Divača i Slovenien, död 10 maj 1979 i Budva i Montenegro var en slovensk skådespelerska. Hon levde i det dåvarande imperiet Österrike Ungern och federala unionen Jugoslavien. 
Ita Rina var Sloveniens första stumfilmstjärna på vita duken i den europeiska filmindustrin, som sedermera gjorde talfilm. Ita Rina var även skönhetsdrottning och modell. Ita Rina medverkade i filmproduktioner åt Tyskland, Kroatien och Tjeckoslovakien i slutet av 1920-talet och tidigt 1930-tal.
1931 konverterade Ita Rina från romersk-katolska läran till serbisk-ortodox konfession i samband med sitt giftermål och bytte även sitt namn till Tamara Đorđević och avslutade sin karriär. Hon är gravsatt i Belgrad.

## Biografi
Ita Rina föddes 1907 i den lilla staden Divača och här bodde hon i huset Škrateljnovo med sina föräldrar Jožef och Marija Kravanja.
Fadern Josef Kravanja var från Bovec och modern Marija, som var född Marka, var från Log pod Mangrtom.
Josef Kravanja var anställd vid järnvägen som majoriteten av befolkningen Divača, då en viktig järnvägspunkt.
När Ita rina var 1 år gammal fick hon en yngre syster Danica.
Ita Rina var en livlig och nyfiken liten flicka som vandrade och klättrade upp i träd. På faderns fritid utforskade de grottorna nära Divača vilket var Ita Rinas största glädje som barn.
Kort efter utbrottet av kriget mellan Österrike-Ungern-Italien flyttade familjen Kravanja till Ljubljana. De bodde först i distriktet, år 1919 flyttade de till Rožno dolino. Ita Rina som var alltför livlig var ingen duktig elev, hon fick gå om 3:e klass.
Klasskamraten Mara Brodnik mindes Ita Rina som en älskvärd och glad tjej, som på sin fritid iscensatte Rödluvan, vilken sedan spelades i skolan under undervisningen i franskan.
Även i gymnasiet deltog Ita Rina regelbundet i teater och filmföreställningar, där Ita Rina dagdrömde att bli teaterskådespelare eller dansare. Ita Rina och systern Danica deltog i orkestern Sokols evenemang och danser, och var även medlemmar i "student Sports Club Primorje".
Efter fadern Josej Kravanjas död bodde de mera blygsamt. Modern Marija hyrde ut rum till studenter och Ita Rina tog ett jobb på en bank.
I oktober 1926 organiserade den slovenska tidskriften Slovenski narod (Slovenska People) en skönhetstävling Fröken Europa,  där det amerikanska distributionsbolaget Fanamet hjälpte till.  Ita Rina anmälde sig till tävlingen.
Ita Rina kröntes till Fröken Slovenien och vann titeln som Miss Jugoslavien. Tävlingen skulle hållas den 20 december 1926 i Zagreb men henner mor ville inte låta henne åka till Zagreb. 
Efter ett besök av den slovenska delegationen ångrade sig modern. När Ita Rina anlände till Zagreb hade juryn redan valt tre finalister. Adolf Müller, ägare till Balkan Palace cinema biografen i Zagreb hade redan fått upp ögonen för Ita Rina och skickat iväg hennes fotografier till en tysk filmproducent Peter Ostermayer. Ita Rinas mor vägrade skicka iväg sin dotter till Berlin utan tyckte istället att det var viktigare att avsluta skolan och därefter gifta sig för att bilda familj, men istället rymde Ita Rina hemifrån.
Ita Rina hamnade i Berlin 1927 och gjorde sin första audition. Samtidigt som hon höll på att filma för att göra sin debut tog hon lektioner i skådespeleri, språkstil och uttryckssätt, dans, bilkörning samt ridning. 1927 medverkade hon i Was die Kinder ihren Eltern verschweigen, regisserad av Franz Osten. Först efter att hon gjort flera mindre filmroller 1927–1928, uppmärksammades hon av kritikerna för sin roll i Das letzte Souper. 
Ita Rina träffade 1928 sin blivande make Miodrag Đorđević i Berlin som då studerade elektroteknik. Đorđević blev en hängiven make.
1929 kom det stora genombrottet med filmen Erotikon, regisserad av Gustav Machaty. Ita Rina spelade huvudrollen Andrea. Filmen väckte kritik för sitt omoraliska innehåll. Den katolska Abboten Battleme skrev: " ... För det första ligger de bredvid varandra för att sedan gå till en annan ... Det är sant att "filmduken" döljer deras kroppar, men den döljer verkligen inte deras rörelser. Huvudpersonerna visas synnerligen länge på filmduken, särskilt Ita Rina... En betraktare kan känna igen hennes upphetsning av hennes uttryck fylld av ångest blandat med längtan, smärtan och i slutet... Jag rodnar när jag beskriver kulisserna". Detta var dock den bästa reklamen för filmen och Ita Rinas karriär.
1930 medverkade Ita Rina i sin först talfilm, tjeckiska Tonka Šibenice, som av kritikerna ofta anses vara hennes bästa roll. Året därpå flyttade hon till Serbiens huvudstad Belgrad.
"KÄRLEK ÄR STARKARE ÄN HOLLYWODSSLAV" citerat av Ita Rina 1931 i samband med en intervju om flytten till Belgrad.
1932 gifte hon sig med Miodrag Đorđević och konverterade från romersk-katolska till Serbisk-ortodoxa kyrkan. Ita Rina döpte sig i den rysk-ortodoxa kyrkan och fick då sitt nya ortodoxa namn, Tamara Đorđević. Ita Rina ville från början bli namngiven Ljubica, men den ryske ministern tillät inte det namnet utan föreslog istället den ryska varianten, Ljubov. Ita Rina vägrade anta detta namn. Samma år deklarerades det att Ita Rina fått ett erbjudande från Hollywood, men hennes make tvingade henne att välja mellan karriären och äktenskapet. Ita Rina valde då äktenskapet. Trots att hon gått ut i pressen om sin pensionering från filmkarriären agerade hon fram till utbrottet av andra världskriget. Hennes sista film blev kriminaldramat Zentrale Rio.
1940 födde Ita Rina sonen Milan. Efter bombningen av Belgrad 1941 flyttade familjen till Vrnjačka Banja, där Ita Rina födde en dotter, Tijana. Efter krigsslutet 1945 flyttade de tillbaks till Belgrad. Ita Rina blev lovad flera roller i jugoslaviska produktioner, men alla projekt avbröts. Ita Rina skrev då istället ett brev till presidenten Tito. Hon började sedan arbeta som rådgivare i samproduktion åt Avala Film.
1960 återvände Ita Rina till vita duken och gjorde sin sista roll i filmen Atomic War Bride, regisserad av Veljko Bulajić
1967 drabbades hon av astma. Hon flyttade då med sin make till Budva (dåvarande Jugoslaven, nu Montenegro), där hon tog hand om sin make som drabbats av skleros.
1979 den 10 maj dog Ita Rina av ett astmaanfall.

## In memorian
1. 1979 Ita Rinas gravplats ligger på en kyrkogård i huvudstaden i Belgrad i Serbien. Begravningen ägde rum bara några dagar efter  hennes död i närvaro av familj, vänner och en mindre krets konstnärer inom film.
2. En byst på Ita Rina finns på ett av Ljubljanas museum. 
3. Året 1996 gavs ett frimärke ut med motiv ur filmen Erotikon. 
4. Sedan 2000 finns en bronsbyst av henne på Divačas Museum Slovenska filmskådespelare.
5. År 2011 öppnade man portarna för offentligheten på Divačas Museum tillägnad Slovenska skådisar. Slovenska Cinemateket ligger på första våningen och har en permanent utställning om livet och arbetet kring Ita Rina.

### Divačas Museum för slovenska filmskådespelare
- 1997 började kommunen Divača sitt samarbete med "Institutet för skydd av kulturarvet" i Nova Gorica för att säkerställa egendomen - Škratelji hiša. Slovenska Cinemateket ligger på första våningen och har en permanent utställning om Ita Rinas liv och arbete.[7]
- Under samma år 1997 deklarerade man via en 40 minuters dokumentär som var regisserad av Silvan Furlan (1953-2005). Den första direktören Silvan för det slovenska Cinemateket fick en idé om en permanent utställning tillägnad Ita Rina under renoveringen på den övre våningen då man renoverade och byggde om huset för att bli ett museum för slovenska filmskådespelare.[7]
- År 2000 inbjuder man "konstakademien" och Ita Rina bronsbysten blev prydd på orten Divača inne på gården i Museum tillägnad Slovenska skådisar.[7]
- Restaureringen inleddes året 2002 av arkitekten Vojteh Ravnikar när planeringsarbetet var klart. [7]
- 8 maj 2011 öppnades museet för allmänheten.[7]

## Filmografi
| Årtalet | OriginalTitel                            | Land                                                                         | Språk           | Genre                      | Regissör                                   | Producent Produktion                                                        |
| ------- | ---------------------------------------- | ---------------------------------------------------------------------------- | --------------- | -------------------------- | ------------------------------------------ | --------------------------------------------------------------------------- |
| 1927    | Was die Kinder ihren Eltern verschweigen | Tyskland                                                                     | tyska           | drama-teatralisk           | Franz Osten                                | Peter Ostermayr Produktion                                                  |
| 1927    | Wochenendzauber                          | Tyskland                                                                     | tyska           | drama-teatralisk           | Rudolf Walther-Fein                        | Gabriel Levy                                                                |
| 1927    | Zwei unterm Himmelszelt                  | Tyskland                                                                     | tyska           | novell                     | Johannes Guter, Ernst Wolff                | Albert Pommer                                                               |
| 1928    | Der Tanzstudent                          | Tyskland                                                                     | tyska           | drama-teatralisk           | Johannes Guter                             | Johannes Guter Universum Film (UFA)                                         |
| 1928    | Das letzte Souper                        | Tyskland                                                                     | tyska           | novell                     | Mario Bonnard                              | Seymour Nebenzal alias Seymour Nebenzahl Jakob Karol Film GmbH Nero-Film AG |
| 1929    | Erotikon (Erotik)                        | Tjeckoslovakien                                                              | tjeckiska       | krim drama erotik          | Gustav Machatý                             | Gem-Film                                                                    |
| 1929    | Frühlingserwachen                        | Tyskland · Tjeckoslovakien                                                   | tyska           | drama-teatralisk           | Richard Oswald                             | Hegewald Film Richard, Oswald-Produktion                                    |
| 1929    | Hanba                                    | Tyskland · Tjeckoslovakien                                                   | tyska           | drama                      | Josef Medeotti-Bohác                       | Koop-Film-Co. GmbH, Starfilm                                                |
| 1930    | Wilde Ehen                               | Tyskland                                                                     | tyska           | drama                      | Artur Berger                               | Artur Berger                                                                |
| 1930    | Tonka Šibenice                           | Tjeckoslovakien · Tyskland                                                   | tjeckiska       | novell                     | Karl Anton                                 | Karl Anton                                                                  |
| 1930    | Der Walzerkönig                          | Tyskland                                                                     | tyska           | drama-teatralisk           | Manfred Noa                                | Merkur-Film GmbH                                                            |
| 1930    | Kire lained (Wellen der Leidenschaft)    | Estland · Tyskland                                                           | estländska      | drama                      | Wladimir Gaidarow                          | Wladimir Gaidarow G.m.b.H. A/S Urania                                       |
| 1933    | Das Lied der Schwarzen Berge             | Tyskland · Socialistiska federativa republiken Jugoslavien                   | tyska           | drama-teatralisk           | K. Breiness, Hans Natge                    | Deutsche Eidophon-Film                                                      |
| 1933    | Zivot tece dalje                         | Tyskland · Tjeckoslovakien · Socialistiska federativa republiken Jugoslavien | tjeckiska       | drama-teatralisk           | Carl Junghans,F.W. Kraemer,Václav Kubásek  | Paríz-Praha                                                                 |
| 1935    | A zivot jde dál                          | Tjeckoslovakien · Socialistiska federativa republiken Jugoslavien            | tjeckiska       | drama-teatralisk           | Carl Junghans, F.W. Kraemer,Václav Kubásek | Paríz-Praha                                                                 |
| 1937    | Die Korallenprinzessin                   | Tyskland · Socialistiska federativa republiken Jugoslavien                   | tyska           | drama-teatralisk           | Victor Janson                              | Tobis Filmkunst & Fabrikation Deutscher Filme (F.D.F.) GmbH                 |
| 1939    | Zentrale Rio                             | Tyskland                                                                     | tyska           | drama-teatralisk (Hamburg) | Erich Engels                               | Terra-Filmkunst                                                             |
| 1960    | Atomic War Bride                         | Socialistiska federativa republiken Jugoslavien                              | Serbo-kroatiska | drama-sci-fi               | Veljko Bulajić                             | Jadran Film (Kroatien)                                                      |
| KONEC   |                                          |                                                                              |                 |                            |                                            |                                                                             |